# Kostas Mountakis
Kostas Mountakis (griechisch Κώστας Μουντάκης, * 10. Februar 1926 in Alpha; † 31. Januar 1991 in Athen) war ein griechischer Lyraspieler.
Mountakis war der Sohn des Sängers und Tänzers Nikos Mountakis, der kurz nach seiner Geburt starb. Nach dem Besuch der Oberschule konnte er
auf Grund finanzieller Probleme der Familie seine schulische Ausbildung nicht fortsetzen. Er trat 1948 in Gendarmerie ein und arbeitete von 1950
bis 1952 im Büro Sophoklis Venizelos’, danach 16 Jahre in der Düngemittelfabrik in Drapetsona.
Bereits als Kind kam Mountakis durch seine Familie mit traditioneller kretischer Musik in Berührung und spielte in den 1940er Jahren Lyra im Kaffeehaus seines Heimatortes. In seiner Zeit in der Düngemittelfabrik hatte er erste Rundfunkauftritte in Simon Karas Programm, in dessen Mittelpunkt die traditionelle kretische Musik stand. Ab 1955 entstanden dann zahlreiche Plattenaufnahmen. In Athen gründete er mit den Mitarbeitern Nikos Manias und später Giannis Xylouris und Vangelis Markogiannakis die Taverne Chania, in der er an den Wochenenden auftrat.
1961 reiste er erstmals in die USA, eine weitere Tournee führte ihn 1971 u. a. nach Kanada, Australien und Südafrika. Auf Grund gesundheitlicher Probleme musste er ab 1975 seine Tätigkeit einschränken und begann zusammen mit seinem Sohn Manos Mountakis Lyra u. a. in Iraklia und Chania zu unterrichten. 1985 gründete er das Hellenische Konservatorium in Athen. Einer seiner bekanntesten Schüler war der irische Musiker Ross Daly. Außerdem unterstützte er das Institut für Mittelmeerforschung und trug zu Forschungsprogrammen des Instituts für Musikethnologie bei. Das erste kretische Musikfestival in Athen 1992 war seinem Andenken gewidmet.